# ベーグム

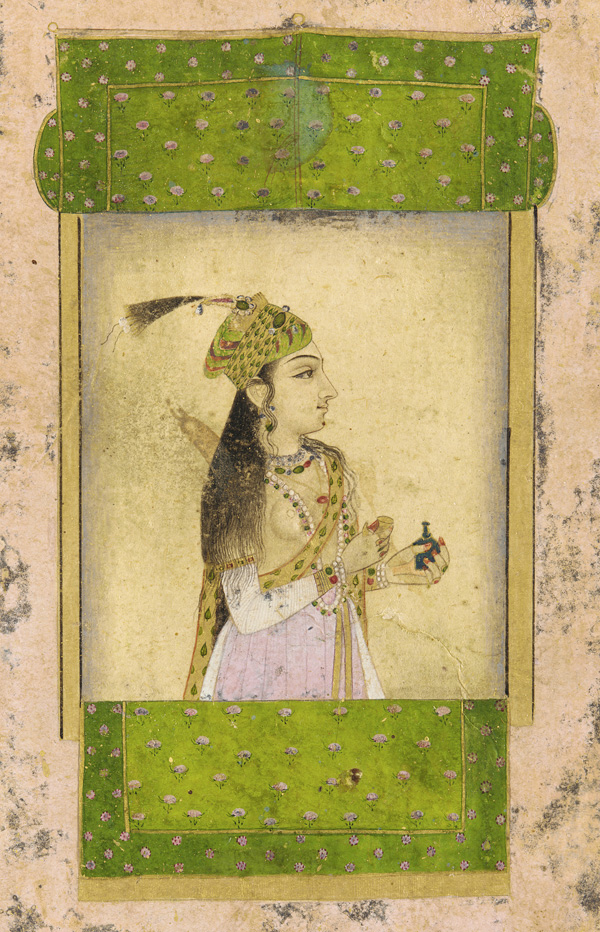
ベーグム（17世紀、ムガル帝国の女性）

ベーグム（ペルシア語：بیگم, ウルドゥー語:  بیگم, Begum）は、部族長の称号ベグの女性形で、ベグの妻あるいは娘を意味する。ベグの娘を指す場合はベグザーディー（Begzadi）とも呼ばれる。
南アジア、ムガル帝国では貴族の女性のみならず、皇帝の妃や娘などの称号でもあった。例としては、シャー・ジャハーンの娘ジャハーナラー・ベーグムなどがあげられる。